# Un crime ordinaire
Pour plus de détails, voir Fiche technique et Distribution.
Un crime ordinaire (titre original : Die Moral der Ruth Halbfass) est un film ouest-allemand réalisé par Volker Schlöndorff, sorti en 1972.

## Synopsis
Ruth Halbfass est mariée depuis seize ans au riche industriel Erich Halbfass. Ils ont une fille, Aglaia, aujourd'hui adolescente de quatorze ans. Ruth s'ennuie dans un mariage devenu monotone et lorsqu'elle rencontre Franz Vogelsang, le professeur d'art de sa fille, lui aussi marié, ils tombent amoureux l'un de l'autre.

## Fiche technique
- Titre : Un crime ordinaire
- Titre original : Die Moral der Ruth Halbfass
- Réalisateur : Volker Schlöndorff
- Scénario : Peter Hamm, Volker Schlöndorff
- Photographie : Konrad Kotowski, Klaus Müller-Laue
- Montage : Claus von Boro
- Musique : Friedrich Meyer
- Pays de production : Allemagne de l'Ouest
- Langue : allemand
- Format : 35 mm
- Durée: 89 minutes
- Genre : drame
- Date de sortie:  Allemagne de l'Ouest : 13 avril 1972

## Distribution
- Senta Berger : Ruth Halbfass
- Peter Ehrlich : Erich Halbfass
- Helmut Griem : Franz Vogelsang
- Margarethe von Trotta : Doris Vogelsang
- Marian Seidowsky : Francesco, le coiffeur
- Karl-Heinz Merz : Bonaparte, the killer
- Susanne Rettig : Aglaia, la fille
- Alexandra Bogojevic : Helga, l'amant
- Wilhelm Grasshoff : Spengler, le directeur de banque
- Walter Sedlmayr : le marchand d'armes
- Maddalena Kerrh : dame de la société artistique